# Lonomia albigutta
Lonomia albigutta är en fjärilsart som beskrevs av Walker 1855. Lonomia albigutta ingår i släktet Lonomia och familjen påfågelsspinnare. Inga underarter finns listade i Catalogue of Life.